# Helsingforsarenan

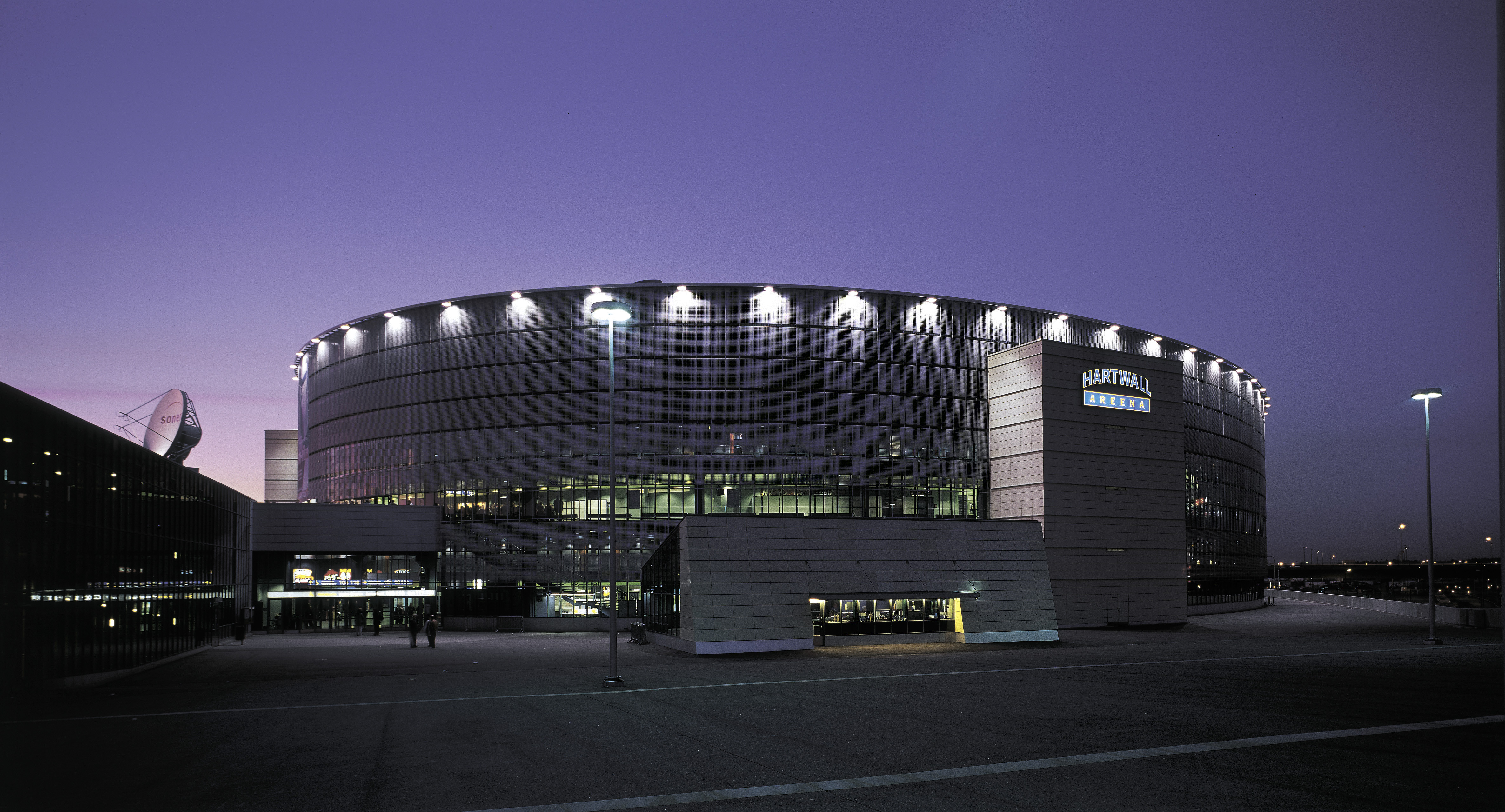
Hartwall Arena, 2013.

Helsingforsarenan, på finska Helsinki-Halli, tidigare Hartwall Arena och Helsinki Areena, är en inomhusanläggning i Helsingfors i Finland, som främst används för ishockey och konserter. Helsingforsarenan byggdes inför VM i ishockey 1997 och hade länge sitt namn efter bryggeriföretaget Oy Hartwall Ab. Jokerit spelar sina hemmamatcher i arenan och publikkapaciteten är 13 506. För konserter är publikkapaciteten 10 000–15 000, beroende på scenens storlek. I samband med Rysslands invasion av Ukraina 2022 drog sig Hartwall ur sponsorskapet p.g.a. att ryssen Roman Rotenberg som finns med på internationella sanktionslistor var en av delägarna i arenan. I februari 2025 slutfördes försäljningen av anläggningen till nya ägare. I juli 2025 tillkännagavs arenans nya sponsornamn som Veikkaus Arena.

## Evenemang och artister
- Junior Världsmästerskapet i ishockey för herrar 2016
- Världsmästerskapet i ishockey för herrar 1997
- Världsmästerskapet i ishockey för herrar 2012, 2013
- Junior-VM i ishockey 1997-1998
- VM i innebandy 2002
- VM i ishockey 2003
- Eurovision Song Contest 2007
- Innebandy VM 2010
- NHL Global Series 2018
- 50 Cent
- AC/DC
- Andrea Bocelli
- Ariana Grande
- Backstreet Boys
- Britney Spears
- Bryan Adams
- Celine Dion
- Cher
- David Bowie
- Depeche Mode
- Elton John
- Enrique Iglesias
- Guns N' Roses
- Gwen Stefani
- Il Divo
- Iron Maiden
- Jeff Dunham
- Jennifer Lopez
- Justin Bieber
- Kent
- Kiss
- Korn
- Kylie Minogue
- Lady Gaga
- Lamb of God
- Lenny Kravitz
- Marilyn Manson
- Metallica
- Muse
- My Chemical Romance
- Nickelback
- Nightwish
- No Doubt
- Ozzy Osbourne
- P. Diddy
- Pink
- Prince
- The Pussycat Dolls
- R.E.M.
- Rammstein
- Red Hot Chili Peppers
- Ricky Martin
- Rihanna
- Shakira
- Shania Twain
- Snoop Dogg
- Spice Girls
- Sting
- Swedish House Mafia
- Tina Turner
- Tokio Hotel
- Tom Jones
- Whitney Houston